# L'orologio americano
L'orologio americano (The American Clock) è un'opera teatrale del drammaturgo statunitense Arthur Miller, debuttata a Charleston nel 1980. 

## Trama
Negli anni 1930, in piena Grande Depressione, la famiglia Baum, che ha perso tutto dopo il tracollo finanziario, è costretta ad abbandonare Manhattan per trasferirsi in un minuscolo appartamento di Brooklyn. Moe Baum ha dichiarato bancarotta e la moglie Rose fatica ad accettare la povertà ed il nuovo, umile stato sociale della famiglia. Loro figlio Lee narra il dramma con l'amico Arthur Robertson, un astuto uomo d'affari che ha evitato il collasso finanziario, ma che ha visto tutti i suoi soci e amici fallire e sprofondare nell'indigenza e nella disperazione. La pièce, le cui scene si alternano tra il passato benestante e lo squallido presente della famiglia Baum, mostrando come gli amici e i conoscenti di Lee ed Arthur sono costretti a reinventarsi per sopravvivere. Il dramma esplora come l'America affronta la Grande Depressione e di come il periodo abbia favorito i cambiamenti sociali del Paese.

## Storia degli allestimenti
L'orologio americano ha fatto il suo debutto mondiale allo Spoleto Festival USA di Charleston nel maggio 1980, prima di andare in scena a Broadway nell'autunno dello stesso anno. La pièce rimase in cartellone al Baltimore Theatre di Broadway per sole dodici repliche dal 20 al 30 novembre, a causa delle recensioni negative. Vivian Matalon curava la regia ed il cast comprendeva Joan Copeland (Rose Baum), William Atherton (Lee Baum) e John Randolph (Moe Baum); nonostante le recensioni negative, l'interpretazione della Copeland fu molto apprezzata e l'attrice vinse il Drama Desk Award. Frank Rich, critico del New York Times, evidenziò che il tentativo di Miller di usare i Baum come allegoria per i cambiamenti sociali portati dalla Depressione era ambiziosa, ma che Miller non ha saputo intrecciare i due temi con sufficiente abilità e che i due aspetti del dramma hanno finito per essere entrambi poco sviluppati.
Nel gennaio 1981 l'opera ha fatto il suo debutto italiano al Teatro Duse di Genova, per la regia di Elio Petri. La traduzione dall'inglese era di Gerardo Guerrieri, mentre il cast comprendeva Eros Pagni, Lino Capolicchio, Ferruccio De Ceresa, Claudio Gora, Camillo Milli, Benedetta Buccellato, Carla Signoris, Marzia Ubaldi, Ugo Maria Morosi, Marcello Cesena e Camillo Milli.
L'orologio americano debuttò a Londra nel 1986, in scena al Royal National Theatre per la regia di Peter Wood con un cast che annoverava Michael Bryant (Moe Baum) e Sara Kestelman (Rose Baum). Le recensioni furono decisamente migliori di quelle della messa in scena originale ed il successo di pubblico fu tale che l'allestimento fu trasferito dalla sala Cottesloe alla più capiente sala Olivier del National Theatre. Il dramma fu candidato al prestigioso Laurence Olivier Award alla migliore nuova opera teatrale. Altre produzioni sono andate in scena a Williamstown nel 1988, nell'Off Broadway nel 1997, a Londra nel 2012 con Issy van Randwyck e nel 2019 all'Old Vic per la regia di Rachel Chavkin.

## Edizioni italiane
- Arthur Miller, L'orologio americano, collana Nuovi Coralli, traduzione di G. Guerrieri, Torino, Einaudi, 1986, ISBN 978-8806576790.